# (2858) Carlosporter
(2858) Carlosporter est un astéroïde de la ceinture principale.

## Description
(2858) Carlosporter est un astéroïde de la ceinture principale. Il fut découvert le 1er décembre 1975 à l'observatoire du Cerro El Roble par Sergio Barros et Carlos Torres. Il présente une orbite caractérisée par un demi-grand axe de 2,27 UA, une excentricité de 0,19 et une inclinaison de 6,7° par rapport à l'écliptique.

## Compléments